# Focus Features

Das Logo von Focus Features

Focus Features ist eine amerikanische Filmproduktions- und Verleihgesellschaft.

## Geschichte
Universal erwarb und verschmolz im Juni 2002 die Indie-Filmstudios USA Films und Good Machine. Die etablierte Produktion, das Marketing und der Verleih von USA Films wurde mit dem Management und den internationalen Verleihpartnern von Good Machine ergänzt. Die Firmenleitung vom neu gegründeten Focus wurde James Schamus und David Linde (Good Machine) übertragen, die nach der Fusion ihren Widerstand gegen geplante Zwangsentlassungen durchsetzten.
Focus konzentriert sich vor allem auf den US-Verleih von ausländischen Filmen und konnte mit Welthits wie Swimming Pool, Der Pianist, Lost in Translation und House of Flying Daggers große Erfolge feiern. Die Produktion von Independent-Filmen war dagegen mit weniger Lorbeeren gekrönt. Nach den Flops Besessen und Vanity Fair konnte sich erst Vergiss mein nicht! bei Kritik und Publikum durchsetzen. Bereits 2006 wurde Focus für 16 Oscars nominiert, woraufhin David Linde in den Universal-Vorstand wechselte und Schamus seitdem President der Firma ist.
Focus hat Büros in London, Los Angeles, New York City und Paris. Nach nur fünf Jahren seines Bestehens zählt Focus neben Miramax und Lions Gate zu den profiliertesten Indie-Firmen.

## Auszeichnungen
Die qualitative Stärke der Focus-Filme resultierte in einen beträchtlichen Erfolg bei der Vergabe internationaler Filmpreise. Focus gewann folgende Auszeichnungen:
2002
- 8 Frauen: Berlinale Bestes Ensemble und Publikumspreis ; Europäischer Filmpreis Bestes Ensemble
- Dem Himmel so fern: Independent Spirit Awards Bester Film, Beste Regie, Beste Darstellerin (Julianne Moore), Bester Nebendarsteller (Dennis Quaid) und Beste Kamera ; Filmfestival von Venedig Publikumspreis (Julianne Moore) und Sonderpreis für Todd Haynes und Edward Lachman
- Der Pianist: BAFTA Award Bester Film und Beste Regie ; Filmfestival von Cannes Bester Film ; Oscar Beste Regie, Bestes Drehbuch und Bester Darsteller (Adrien Brody)
- Sprich mit ihr: BAFTA Award Bester fremdsprachiger Film und Bestes Drehbuch ; Europäischer Filmpreis Bester Film, Beste Regie, Bestes Drehbuch, Publikumspreis für Pedro Almodóvar und Javier Cámara ; Oscar Bestes Drehbuch

2003
- 21 Gramm: Filmfestival von Venedig Bester Darsteller (Sean Penn), Publikumspreis für Benicio Del Toro und Naomi Watts ; National Board of Review Bester Darsteller (Sean Penn)
- Lost in Translation: BAFTA Award Bester Darsteller (Bill Murray), Beste Darstellerin (Scarlett Johansson) und Bester Schnitt ; Filmfestival von Venedig Beste Nachwuchsdarstellerin (Scarlett Johansson); Golden Globe Bester Film, Bestes Drehbuch und Bester Darsteller (Bill Murray) ; Independent Spirit Awards Bester Film, Beste Regie, Bestes Drehbuch und Bester Darsteller (Bill Murray) ; Oscar Bestes Drehbuch

2004
- Brothers – Zwischen Brüdern: San Sebastián International Film Festival Bester Darsteller (Ulrich Thomsen) und Beste Darstellerin (Connie Nielsen)
- Inside I’m Dancing: Londoner Filmkritiker Beste britische Nebendarstellerin (Romola Garai)
- Mean Creek: Independent Spirit Awards Bester Film und Bestes Ensemble
- My Summer of Love: BAFTA Award Bester britischer Film
- Die Reise des jungen Che: Britischer Filmpreis Bester fremdsprachiger Film und Beste Musik ; drei Preise auf dem Filmfestival von Cannes ; San Sebastián International Film Festival Publikumspreis ; Oscar Bester Song
- Vergiss mein nicht!: BAFTA Award Bestes Drehbuch und Bester Schnitt ; Oscar Bestes Drehbuch

2005
- Brick: Sundance Film Festival Sonderpreis für visionäres Kino
- Brokeback Mountain: BAFTA Award Bester Film, Beste Regie, Bestes Drehbuch und Bester Nebendarsteller (Jake Gyllenhaal) ; Filmfestival von Venedig Goldener Löwe ; Golden Globe Bester Film, Beste Regie, Bestes Drehbuch und Bester Song ; Oscar Beste Regie, Bestes Drehbuch und Beste Musik
- Broken Flowers: Filmfestival von Cannes Preis der Jury
- Der ewige Gärtner: BAFTA Award Bester Schnitt ; Golden Globe Beste Nebendarstellerin (Rachel Weisz) ; Oscar Beste Nebendarstellerin (Rachel Weisz)
- Stolz und Vorurteil: BAFTA Award Bester Debütfilm

2006
- Die Hollywood-Verschwörung: Filmfestival von Venedig Bester Darsteller (Ben Affleck)

2007
- Abbitte: BAFTA Award Bester Film und Bestes Szenenbild ; Golden Globe Bester Film und Beste Musik ; Filmfestival von Venedig Forumpreis für Literatur und Kino ; Oscar Beste Musik
- Tödliche Versprechen – Eastern Promises: Filmfestival von Toronto Bester Film
- Gefahr und Begierde: Filmfestival von Venedig Goldener Löwe und Sonderpreis für Rodrigo Prieto
- Into the Wild: Gotham Award Bester Film ; National Board of Review Bester Nachwuchsdarsteller (Emile Hirsch) ; Golden Globe Bester Song
- Talk to Me: Gotham Award Bestes Ensemble ; Independent Spirit Award Bester Nebendarsteller (Chiwetel Ejiofor)

2008
- Brügge sehen… und sterben?: BAFTA Award Bestes Drehbuch ; Golden Globe Bester Darsteller (Colin Farrell)
- Milk: Independent Spirit Award Bestes Drehbuchdebüt und Bester Nebendarsteller (James Franco) ; National Board of Review Bester Nebendarsteller (Josh Brolin) ; Oscar Bestes Drehbuch und Bester Darsteller (Sean Penn)

2009
- Coraline: BAFTA Award Bester Kinderfilm
- Durst: Filmfestival von Cannes Preis der Jury
- Sin nombre: Sundance Film Festival Beste Regie und Beste Kamera

2010
- The Kids Are All Right: Teddy Award Bester Film

2011
- The Kids Are All Right: Golden Globe Bester Film und Beste Darstellerin (Annette Bening)